# Край самоцвітів
Край самоцвітів (яп. 宝石の国, Hōseki no Kuni) — манґа Ічікави Харуки, яка видається видавництвом Kodansha у журналі Monthly Afternoon з 25 жовтня 2012 року по 25 квітня 2024 року. Загалом вийшло понад 1,8 млн копій манґи .
Сюжет манґи обертається довкола групи схожих на людей істот, тіла яких складаються з коштовного каміння, і які намагаються захистися від нападів таємничих істот з Місяця .
За манґою студією Orange з використанням тривимірної комп'ютерної графіки створений аніме-серіал, який транслювався з 7 жовтня до 23 грудня 2017 року . Аніме-серіал отримав позитивні відгуки критиків і був названий одним з найкращих аніме сезону .

## Сюжет
Події сюжету розгортаються у далекому майбутньому на Землі. Манґа оповідає про групу з 28 безстатевих, безсмертних, людиноподібних істот, тіло кожної з яких складається з унікального коштовного каміння. Вони змушені спільно захищатися від нападів загадкових людиноподібних істот з Місяця, що перетворюють спіймані самоцвіти на прикраси та зброю.
Фос, найслабша і наймолодша з групи, нудьгує, не маючи ніякого завдання, що відповідало б її низьким здібностям. Попри це, вона сильно бажає взяти участь у битвах. Наставник дає їй перше завдання, яке вона вважає досить нудним та безглуздим — написати природничий журнал. Втім, завдяки цьому дорученню Фос зближується з Кіновар, самоцвітом, який через свої небезпечні для навколишніх здібності повинен жити на самоті.

## Персонажі
Фосфофіліт (яп. フォスフォフィライト, Fosufofiraito)
Сейю: Куросава Томойо
Головна героїня. Її часто називають просто «Фос». Наймолодша із самоцвітів, її вік — 300 років. Має твердість 3,5. Спочатку через свою низьку твердість не могла брати участь у битвах, а через її незграбність їй не наважувалися давати якісь доручення.
Кіновар (яп. シンシャ, Shinsha)
Сейю: Комацу Мікако
Хоча Кіновар має досить низьку твердість (2), її тіло має унікальну будову, завдяки якій з вона здатна постійно виробляти сильну отруту. Втім, через загрозу пошкодити інші самоцвіти Кіновар змушена жити окремо, а основним її завданням є патрулювання в нічну пору часу, в яку місячні люди ніколи не з'являються. Кіновар розумна та розважлива.
Алмаз (яп. ダイヤモンド, Daiyamondo)
Сейю: Каяно Ай
Хоча Алмаз має найвище значення твердості (10), її міцність нижча, ніж у Борт.
Борт (яп. ボルツ, Borutsu)
Сейю: Сакура Аяне
Борт має як високу твердість (10), так і високу міцність.
Конґо-сенсей (яп. 金剛先生, Kongō sensei)
Сейю: Наката Джьоуджі
Наставник самоцвітів. Має силу, достатню, щоб долати місячних людей лише одним ударом. Його твердість невідома.
Антарктиніт (яп. アンタークチサイト, Antākuchisaito)
Сейю: Ісе Марія
Її агрегатний стан залежить від температури. Влітку вона спить, перебуваючи в рідкому стані, а взимку з падінням температури кристалізується. Саме тому вона відповідає за охорону інших самоцвітів взимку, коли решта впадає в сплячку. Має твердість 3.
Морганіт (яп. モルガナイト, Moruganaito)
Сейю: Тамура Муцумі

Гошеніт (яп. ゴーシェナイト, Gōshenaito)
Сейю: Хаямі Саорі

Рутил (яп. ルチル, Ruchiru)
Сейю: Учіяма Юмі

Жад (яп. ジェード, Jēdo)
Сейю: Такаґакі Аяхі

Червоний берил (яп. レッドベリル, Reddo beriru)
Сейю: Учіда Маая

Аметист (яп. アメシスト84・アメシスト33, Ameshisuto 84, Ameshisuto 33)
Сейю: Іто Канае

Бенітоїт (яп. ベニトアイト, Benitoaito)
Сейю: Одзава Арі

Нептуніт (яп. ネプチュナイト, Nepuchunaito)
Сейю: Танедзакі Ацумі

Циркон (яп. ジルコン, Jirukon)
Сейю: Аканея Хіміка

Обсидіан (яп. オブシディアン, Obushidian)
Сейю: Хірохаші Рьо

Жовтий алмаз (яп. イエローダイヤモンド, Ierō Daiyamondo)
Сейю: Мінаґава Джюнко

Евклаз (яп. ユークレース, Yūkurēsu)
Сейю: Ното Маміко

Александрит (яп. アレキサンドライト, Arekisandoraito)
Сейю: Куґімія Ріе

Вентрикосус (яп. ウェントリコスス, Wentorikosusu)
Сейю: Сайто Чіва

Акулеатус (яп. アクレアツス, Akureatsusu)
Сейю: Санпей Юко

Падпараджа (яп. パパラチア, Paparachia)
Сейю: Ромі Парк

## Медіа

### Манґа
Манґа створена манґакою Ічікавою Харукою і виходить у журналі Monthly Afternoon видавництва Kodansha з 25 жовтня 2012 року. Перший танкобон вийшов 23 липня 2013 року, а останній (станом на листопад 2022 року), 12 том, опублікований 22 листопада 2022 року. 4-й том видавався у двох виданнях, звичайному та спеціальному, який містив карткову гру. 6-й та 7-й томи також публікувалися у двох виданнях, 6-й том — з додатковим обмеженим виданням, а 7-й — з додатковим спеціальним виданням. Серіалізація завершилася 25 квітня 2024 року Загалом було видано понад 1,8 млн копій манґи.
Американський журнал Kodansha Comics у 2016 році на заході New York Comic Con заявив про наявність у журналу ліцензії на видання манґи «Hōseki no Kuni» англійською мовою в Північній Америці. Перший том англійською вийшов 27 червня 2017 року. Крім того, манґа видавалася французькою мовою видавництвом Glénat.

#### Список томів
| №  | Японською         | Японською                                                          | Українською        | Українською            |
| №  | Дата виходу       | ISBN                                                               | Дата виходу        | ISBN                   |
| -- | ----------------- | ------------------------------------------------------------------ | ------------------ | ---------------------- |
| 1  | 23 липня 2013     | ISBN 978-4-06-387906-3                                             | осінь 2025 (анонс) | ISBN 978-617-8168-65-0 |
| 2  | 23 січня 2014     | ISBN 978-4-06-387950-6                                             | осінь 2025 (анонс) | ISBN 978-617-8168-65-0 |
| 3  | 22 серпня 2014    | ISBN 978-4-06-387992-6                                             | —                  | —                      |
| 4  | 22 травня 2015    | ISBN 978-4-06-388044-1 ISBN 978-4-06-362299-7 (спеціальне видання) | —                  | —                      |
| 5  | 20 листопада 2015 | ISBN 978-4-06-388101-1                                             | —                  | —                      |
| 6  | 23 вересня 2016   | ISBN 978-4-06-388185-1 ISBN 978-4-06-362329-1 (обмежене видання)   | —                  | —                      |
| 7  | 23 травня 2017    | ISBN 978-4-06-388259-9 ISBN 978-4-06-362365-9 (спеціальне видання) | —                  | —                      |
| 8  | 22 листопада 2017 | ISBN 978-4-06-510363-0                                             | —                  | —                      |
| 9  | 23 жовтня 2018    | ISBN 978-4-06-513101-5                                             | —                  | —                      |
| 10 | 23 серпня 2019    | ISBN 978-4-06-516738-0                                             | —                  | —                      |
| 11 | 20 липня 2020     | ISBN 978-4-06-520224-1                                             | —                  | —                      |
| 12 | 22 листопада 2022 | ISBN 978-4-06-529732-2                                             | —                  | —                      |

### Аніме

#### Історія створення
Аніме-серіал на основі манґи створений студією Orange з використанням тривимірної комп'ютерної графіки. Режисер — Кьоґоку Такахіко, дизайн персонажів — Нішіда Асако, музикальний супровід — Фуджісава Йошіакі. Загалом містить 12 серій, кожна тривалістю 24 хвилини. Опенінг — пісня «Kyōmen no Nami» (яп. 鏡面の波) співачки Yurika. Ендинг — пісня «Kirameku Hamabe» (яп. 煌めく浜辺) співачки Охари Юіко.

#### Показ та продажі
Серіал транслювався в Японії з 7 жовтня до 23 грудня 2017 року в телевізійних мережах AT-X, Tokyo MX, BS11 та MBS. Серіал ліцензований американською компанією Sentai Filmworks, яка демонструвала його на вебсервісі Anime Strike, та британською компанією MVM Films.
У 2017—2018 роках серіал випущено в Японії на 6 томах Blu-ray та DVD. Перший такий том вийшов 20 грудня 2017, останній том з'явився 30 травня 2018 року.

#### Список серій
Список серій аніме відповідно до даних сайту cal.syoboi.jp та amazon.com:
| №  | Назва серії                                               | Дата виходу       |
| -- | --------------------------------------------------------- | ----------------- |
| 1  | Phosphophyllite «Fosufofiraito» (フォスフォフィライト)    | 7 жовтня 2017     |
| 2  | Diamond «Daiyamondo» (ダイヤモンド)                       | 14 жовтня 2017    |
| 3  | Metamorphose «Metamorufosu» (メタモルフォス)              | 21 жовтня 2017    |
| 4  | Soul - Flesh - Bone «Tamashii - Niku - Hone» (魂・肉・骨) | 28 жовтня 2017    |
| 5  | Return «Kikan» (帰還)                                     | 4 листопада 2017  |
| 6  | First Battle «Uijin» (初陣)                               | 11 листопада 2017 |
| 7  | Hibernation «Tōmin» (冬眠)                                | 18 листопада 2017 |
| 8  | Antarcticite «Antākuchisaito» (アンタークチサイト)        | 25 листопада 2017 |
| 9  | Spring «Haru» (春)                                        | 2 грудня 2017     |
| 10 | Shiro «Shiro» (しろ)                                      | 9 грудня 2017     |
| 11 | Secrets «Himitsu» (秘密)                                  | 16 грудня 2017    |
| 12 | New Work «Atarashī Shigoto» (新しい仕事)                  | 23 грудня 2017    |

#### Саундтрек
Саундтрек аніме-серіалу виданий в Японії 17 січня 2018 року компанією Toho на 2 CD-дисках під назвою «Land of the Lustrous Sound Track Complete» (яп. TVアニメ「宝石の国」オリジナルサウンドトラック コンプリート, Houseki no Kuni Original Soundtrack).
Автор музики Фуджісава Йошіакі. 
| Диск 1 | Диск 1                                 | Диск 1     |
| #      | Назва                                  | Тривалість |
| ------ | -------------------------------------- | ---------- |
| 1.     | «Main Theme» (メインテーマ)            | 1:56       |
| 2.     | «Hirusagari» (昼下がり)                | 2:02       |
| 3.     | «Aidea» (アイデア)                     | 1:46       |
| 4.     | «Fosufofiraito» (フォスフォフィライト) | 2:05       |
| 5.     | «Tsuki Jin» (月人)                     | 1:37       |
| 6.     | «Kuro Ten» (黒点)                      | 1:58       |
| 7.     | «Tatakai» (戦い)                       | 2:00       |
| 8.     | «Kiki» (危機)                          | 1:48       |
| 9.     | «Kudaka Reru» (砕かれる)               | 1:59       |
| 10.    | «Chotto Hitoiki» (ちょっとひと息)      | 1:37       |
| 11.    | «Nan Na No Sa!» (なんなのさ!)          | 1:40       |
| 12.    | «Wentorikosusu» (ウェントリコスス)     | 2:38       |
| 13.    | «Sea»                                  | 1:04       |
| 14.    | «Kokou» (孤高)                         | 1:56       |
| 15.    | «Shinsha» (シンシャ)                   | 2:19       |
| 16.    | «Shinkai» (深海)                       | 1:47       |
| 17.    | «Kyoui» (驚異)                         | 2:03       |
| 18.    | «Ground»                               | 1:17       |
| 19.    | «Kauset Suru Chikara» (覚醒する力)     | 2:08       |
| 20.    | «Kongou Sensei» (金剛先生)             | 1:40       |
| 21.    | «Nemuru Kisetsu» (眠る季節)            | 1:57       |
| 22.    | «Nani Mo Deki Nai» (なにもできない)    | 2:06       |
| 23.    | «Night»                                | 1:07       |
| 24.    | «Himitsu» (秘密)                       | 2:05       |
| 25.    | «Are Mou!» (あーもう!)                 | 1:33       |
| 46:08  |                                        |            |

| Диск 2 | Диск 2                                                     | Диск 2     |
| #      | Назва                                                      | Тривалість |
| ------ | ---------------------------------------------------------- | ---------- |
| 1.     | «Ryuhyou» (流氷)                                           | 1:47       |
| 2.     | «Fuyu no Shiren» (冬の試練)                                | 2:29       |
| 3.     | «Shoushitsu» (消失)                                        | 0:44       |
| 4.     | «Antakuchisaito» (アンタークチサイト)                      | 1:24       |
| 5.     | «Todoka Nai» (届かない)                                    | 1:42       |
| 6.     | «liquescimus»                                              | 4:10       |
| 7.     | «Fuyu no Owari» (冬の終わり)                               | 2:10       |
| 8.     | «Mezame» (目覚め)                                          | 1:47       |
| 9.     | «Kioku» (記憶)                                             | 2:57       |
| 10.    | «Hajimari» (始まり)                                        | 0:37       |
| 11.    | «Koukai» (後悔)                                            | 1:41       |
| 12.    | «Kake ta Kioku» (欠けた記憶)                               | 2:09       |
| 13.    | «Henyou» (変容)                                            | 1:52       |
| 14.    | «Fosu no Tatakai» (フォスの戦い)                           | 1:23       |
| 15.    | «Ketsudan» (決断)                                          | 2:51       |
| 16.    | «Shingata» (新型)                                          | 0:44       |
| 17.    | «Tettai» (撤退)                                            | 2:33       |
| 18.    | «Shiro» (しろ)                                             | 1:38       |
| 19.    | «Ginen» (疑念)                                             | 2:08       |
| 20.    | «Fosu to Shinsha» (フォスとシンシャ)                       | 4:42       |
| 21.    | «Kyoumen no Nami / Yurika» (鏡面の波 [Orchestra Ver.])     | 2:19       |
| 22.    | «Kyoumen no Nami» (鏡面の波 [Orchestra Ver.] Instrumental) | 2:18       |
| 23.    | «Houseki no Kuni» (宝石の国)                               | 5:36       |
| 51:41  |                                                            |            |

## Сприйняття

### Манґа
Перший том посів 47-ме місце у щотижневому чарті манґи компанії Oricon, станом на 27 липня 2013 року продано 21 204 копії першого тому; 2-й том посів 35-е місце, станом на 2 лютого 2014 року було продано 44 511 копій другого тому; 3-й том посів 30-у сходинку, станом на 31 серпня 2014 року було продано 56 765 копій третього тому.
Манґа посіла 10-те місце в опитуванні Kono Manga ga Sugoi! 2014 року серед 20 найкращих манґ для чоловіків. У 2014 році манґа посіла 48-у сходинку в 15-му списку книг року за версією журналу Da Vinci. У 2015 році робота посіла восьме місце під час номінації на нагороду Manga Taishō.

### Аніме-серіал
Аніме-серіал отримав позитивні відгуки критиків і був названий одним з найкращих аніме сезону та одним з найвинахідливіших та свіжих аніме за останні роки. Критики хвалили як сюжет, так і персонажів роботи, назвавши їх досить унікальними та зрозумілими, персонажів назвали захопливими та симпатичними, а світ — гостроцікавим.